# Clé Bennett
Clé Bennett (Nacío el 13 de julio de 1981 en Toronto, Canadá) es un actor de cine y televisión canadiense de ascendencia jamaicana. Bennett también es músico y toca principalmente jazz y soul.

## Filmografía

### Cine
| Año  | Título                       | Papel                | Notas                   |
| ---- | ---------------------------- | -------------------- | ----------------------- |
| 1998 | Estremecimiento              | Blaine               | Cortometraje            |
| 1998 | Leyenda urbana               | Chico tonto          |                         |
| 2000 | Anzuelo                      | Convicto             |                         |
| 2001 | Harvard Man: Juego peligroso | Hal                  |                         |
| 2001 | Treed Murray                 | Tiburón              |                         |
| 2002 | Steal: Robos en cadena       | Otis                 | También llamada Jinetes |
| 2007 | Ritmos del Barrio            | Garvey               |                         |
| 2010 | El Mundo Según Barney        | Cedric               |                         |
| 2014 | Aaliyah: La princesa del R&B | R. Kelly             | Película biográfica     |
| 2017 | Jigsaw                       | Detective Keith Hunt |                         |

### Televisión
| Año       | Título                                         | Papel                      | Notas                                                  |
| --------- | ---------------------------------------------- | -------------------------- | ------------------------------------------------------ |
| 1998      | Sr. Música                                     | Larry McGuire              | Película para televisión                               |
| 1998      | Naked City: Un Asesino de Navidad              | Segundo hombre             | Película para televisión                               |
| 1999      | Nightworld: Survivor                           | Malcolm Jones              | Película para televisión                               |
| 1999      | La Vida del Aro                                | Damon Brown                |                                                        |
| 1999      | Dos Veces en una Vida                          | Charlie Winters, Jr.       | Episodio: "El juego de la culpa"                       |
| 2000      | La femme Nikita                                | Trent Hammett              | Episodio: "Es hora de ser héroes"                      |
| 2000      | El famoso Jett Jackson                         | Dylan Cain                 | Episodio: "Hola, adiós"                                |
| 2000      | ¿Quién mató a los niños de Atlanta?            | Wayne Williams             | Película para televisión                               |
| 2000      | Hendrix                                        | Billy Cox                  | Película para televisión                               |
| 2000      | Nombre Código: Eternidad                       | Tommy                      | Episodios: "Nunca iré a casa" y "La historia de Laura" |
| 2000      | Vivir por el amor: La historia de Natalie Cole | Abdullah                   | Película para televisión                               |
| 2001-2002 | Soul Food                                      | Chris                      | 2 episodios                                            |
| 2002-2003 | Odisea 5                                       | Dr. Leshawn                | 4 episodios                                            |
| 2003      | Tiempo en la calle                             | Doug Moses                 | Episodio: "Even"                                       |
| 2006      | This Is Wonderland                             |                            | Episodio: "3.7"                                        |
| 2006      | Doomstown                                      | Money                      | Película para televisión                               |
| 2007      | Los mejores años                               | Billy Marshall             | Episodios: "Cinco piezas fáciles" y "Querida mamá"     |
| 2007-2014 | Drama total                                    | Chef Hatchet (voz)         | Temporada 1-6, 115 capítulos                           |
| 2007-2014 | Drama total                                    | DJ (voz)                   | Temporada 1-4, 55 capítulos.                           |
| 2007-2014 | Drama total                                    | Madre de DJ (voz)          | Temporada 2, 3 capítulos.                              |
| 2007-2014 | Drama total                                    | Beardo (voz)               | Temporada 6, 1 capítulo.                               |
| 2007-2014 | Drama total                                    | Leonard (voz)              | Temporada 6-7, 4 capítulos.                            |
| 2008      | Da Kink in My Hair                             | Kyro                       | Episodio: "Hablando en la radio"                       |
| 2008      | Instant Star                                   | Thurman                    | 9 episodios                                            |
| 2008-2009 | La Línea                                       | Carlos                     | 15 episodios                                           |
| 2008-2011 | Razzberry Jazzberry Jam                        | Louis el trompetista (voz) | 7 episodios                                            |
| 2009      | Alma                                           | Russell Alexander          | 3 episodios                                            |
| 2009      | Guns                                           | Conrad                     | Miniserie de televisión                                |
| 2009      | Cra$h & Burn                                   | Marcus                     | Episodio: "Libertad"                                   |
| 2009      | The Date Boy                                   | Empleado negro (voz)       | Episodio: "Muy mal teniente"                           |
| 2009      | Flashpoint                                     | Shane Thomas               | Episodio: "Heridas de salida"                          |
| 2010      | The Date Boy                                   | Jive Talking Pigeon (voz)  | Episodio: "24ish"                                      |
| 2010      | La víspera de la víspera de Navidad            | Lonnie                     | Película para televisión                               |
| 2010      | Lost Girl                                      | Ash                        | 5 episodios                                            |
| 2010-2011 | Destrozado                                     | Det. John Holland          | 13 episodios                                           |
| 2011      | República de Doyle                             | Stan Bittman               | Episodio: "A chico levantado"                          |
| 2011      | The Listener                                   | Peter Charlebois           | Episodio: "Crimen visto"                               |
| 2011      | Mi niñera es una vampira                       | Entrenador Ed              | Episodio: "El entrenador fantasma"                     |
| 2011      | Ex convictos                                   | Stucky                     | Episodio: "Hay reglas"                                 |
| 2011      | Deus Ex: Human Revolution                      | Voces adicionales          | Videojuego                                             |
| 2011      | Flashpoint                                     | Rafik 'Raf' Rousseau       | 13 episodios                                           |
| 2011-2013 | Skatoony                                       | Jefe Hatchet               |                                                        |
| 2012      | BeyWheelz                                      | Gigante                    |                                                        |
| 2013      | Rookie Blue: Policías novatos                  | Wesley Cole                | Episodio: "Se pueden ver las estrellas"                |
| 2013      | Cracked                                        | Billy Rosseau              | Episodio: "Hombre cohete"                              |
| 2013      | Arrow                                          | Xavier Reed "El Alcalde"   | Episodio: "Crisol"                                     |
| 2013-2014 | Mother Up!                                     | 2BIT                       |                                                        |
| 2014      | La Bella y la Bestia                           | Xavier Wright              | 2 episodios                                            |
| 2021      | The Falcon and the Winter Soldier              | Lemar Hoskins/Battlestar   | 3 episodios                                            |

## Premios
- Premios Gemini 2010: Mejor interpretación de un actor en un papel de apoyo destacado en un programa dramático o miniserie por: Guns (miniserie de televisión) (2008).[2]
- Premios Gemini 2010: Mejor interpretación de un actor en un papel destacado de reparto en serie dramática por: La Línea. (2008, episodios 203 y 206) (serie).[2]